# リラの咲くころバルセロナへ
「リラの咲くころバルセロナへ」（りらのさくころばるせろなへ）は、光GENJIの17枚目のシングル。1992年4月29日（水曜日）にポニーキャニオンから発売された。

## 解説
1992年7月25日から8月9日まで開催された「1992年バルセロナオリンピック」の応援ソングとして日本オリンピック委員会（JOC）に使用され、30万枚を売り上げた。
光GENJIも『オリンピック広報アドバイザー』の肩書きを与えられた。
曲自体は別歌詞の「New エールバージョン」が後に制作発売された。
「リラの咲くころバルセロナへ」は、もともと2番がない。しかし「ミュージックステーション」で歌詞の違う「リラの咲くころバルセロナへ　New エールバージョン」が披露され、この歌詞が2番として楽曲に組み込まれたフルサイズが、後のベスト・アルバム『SUPER BEST TRY to REMEMBER』に収録された。この年の『第43回NHK紅白歌合戦』で披露されたのも表記はされなかったが「New エールバージョン」の方であった。
光GENJIがレギュラー出演していた「ミュージックステーション」で最も披露された曲となった(17回)。

## 収録曲
全曲作詞：康珍化　作曲：後藤次利　編曲：後藤次利・新川博　コーラス編曲：曳田修
1. リラの咲くころバルセロナへ
  - 1992年バルセロナオリンピック応援ソング
  - 松下電器産業（現パナソニック）『エオリア』CMソング（CMでは冒頭部分が使用された。エオリア室外機の売りであった機能に合わせて「マタドール」（闘牛士の意）が「スクロール」と変えられて歌われている）。
2. I'LL BE BACK
3. リラの咲くころバルセロナへ（MINUS LEAD VOCAL KARAOKE）
4. I'll BE BACK（MINUS LEAD VOCAL KARAOKE）

　ドラム：青山純(1,2)　ベース：後藤次利(1,2)　ギター：大村憲司(1,2)　キーボード：新川博&小林信吾(1,2)　パーカッション：浜口茂外也(1,2)　シンセオペレーター：菅原弘明(1,2)　トランペット：数原晋(1,2)　トロンボーン：平内保夫(1)　サックス：ジェイク・コンセプション(1)　ストリングス：加藤ストリングス(2)　コーラス：曳田修&鈴木弘明(1)